# Europeiska konstitutionen
Europeiska konstitutionen, formellt fördraget om upprättande av en konstitution för Europa, var ett föreslaget fördrag inom Europeiska unionen som undertecknades den 29 oktober 2004 i Rom, Italien. Fördraget var tänkt att träda i kraft den 1 november 2006 efter att alla medlemsstater hade ratificerat det i enlighet med sina respektive konstitutionella bestämmelser. Fördraget avslogs dock i två folkomröstningar i Frankrike och Nederländerna i mitten av 2005, vilket ledde till att ratifikationsprocessen avbröts och att fördraget aldrig kunde träda i kraft.
Fördragets huvudsyfte var att skapa ett enhetligt konstitutionellt ramverk för Europeiska unionen, bland annat genom att avskaffa pelarstrukturen och göra unionen till en enda juridisk person. I stort sett alla tidigare fördrag skulle ha ersatts av konstitutionen. Samtidigt skulle Europaparlamentets lagstiftande makt stärkas och jämställas med Europeiska unionens råd genom inrättandet av ett ordinarie lagstiftningsförfarande. Unionen skulle även få en stärkt utrikespolitik, bland annat med en utrikesminister. Vidare skulle stadgan om de grundläggande rättigheterna bli en integrerad del av fördraget och därmed rättsligt bindande för medlemsstaterna och unionens institutioner.
Även om det konstitutionella fördraget aldrig kunde träda i kraft genomfördes merparten av dess innehåll genom Lissabonfördraget, som undertecknades den 13 december 2007 och trädde i kraft den 1 december 2009.

## Historia

### Utkast till konstitution

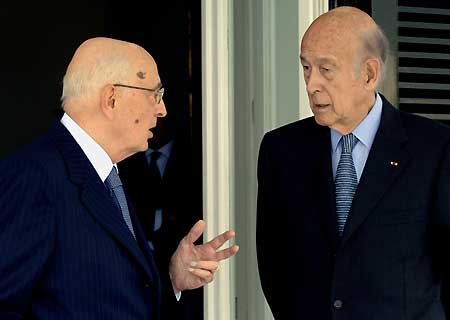
Giorgio Napolitano med Valéry Giscard d'Estaing i Italien.

Processen med att ta fram en konstitution inleddes genom Laekenförklaringen i december 2001, då Europeiska konventet inrättades för att lägga fram ett förslag. Europeiska rådet utsåg den tidigare franske presidenten Valéry Giscard d'Estaing till ordförande och de tidigare premiärministrarna Giuliano Amato och Jean-Luc Dehaene till vice ordförande. Konventet offentliggjorde sitt utkast till konstitution den 18 juli 2003. Efter segdragna förhandlingar om vilka beslut som skulle tas med kvalificerad majoritet respektive enhällighet färdigställdes texten i juni 2004 under det irländska ordförandeskapet. Den signerades den 29 oktober 2004. Formellt sett skulle godkännandet av fördraget leda till antagandet av en ny typ av fördrag, kallad konstitution, som skiljde sig från den tidigare strukturen med ”grundfördrag”, ”ändringsfördrag” och ”anslutningsfördrag”. Denna konstitution skulle dock inte ersätta medlemsstaternas egna konstitutioner. Däremot skulle konstitutionen stå över de nationella lagarna, en princip som gällde sedan tidigare för unionens övriga fördrag enligt rättspraxis från domstolen.

### Ratificeringsprocessen

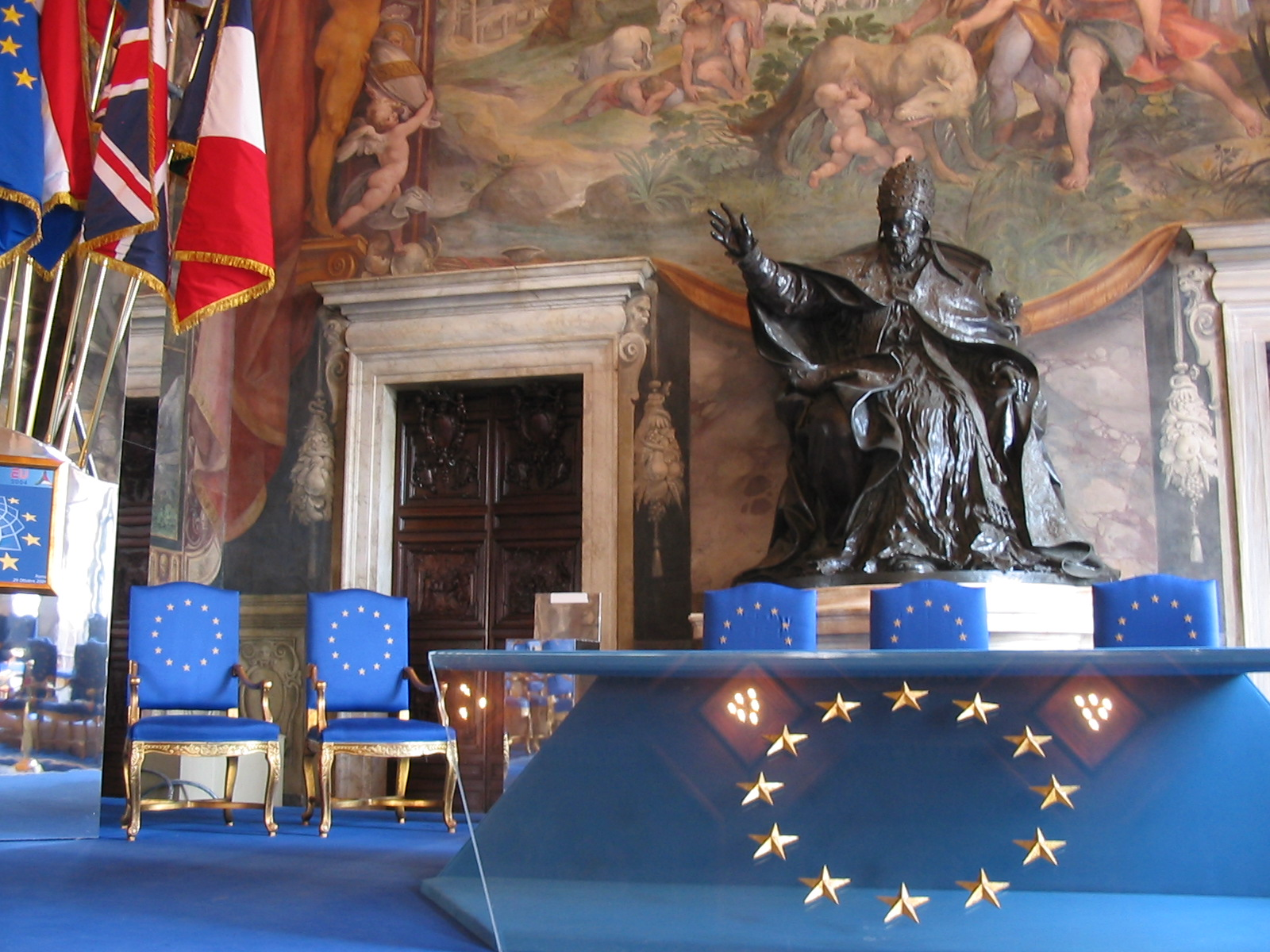
Kapitolinska museerna, platsen där konstitutionen signerades.

Det var ursprungligen förväntat att nästan alla medlemsstater skulle ratificera konstitutionen genom en parlamentarisk behandling, vilket skulle vara en förhållandevis rättfram process eftersom samtliga regeringar liksom Europaparlamentet redan hade gett sitt fulla stöd till fördraget. De flesta medlemsstaterna valde också att ratificera fördraget utan folkomröstningar, men en dominoeffekt resulterade i att en rad medlemsstater utlyste folkomröstningar.
Den första medlemsstaten som satte fördraget på prov i en folkomröstning var Spanien. Konstitutionen godkändes med 77 procent för, men valdeltagandet var endast 43 procent. I Storbritannien utlovade premiärminister Tony Blair oväntat en folkomröstning, eftersom de båda oppositionspartierna förespråkade det och besatt en majoritet i överhuset.
Utlovandet av en brittisk folkomröstning satte i sin tur press på övriga europeiska ledare, vilket resulterade i att bland annat den franske presidenten Jacques Chirac utlyste en omröstning i Frankrike. För att nå folklig förankring av konstitutionen planerade totalt tio medlemsstater att folkomrösta om fördraget.

### Efter förkastandet

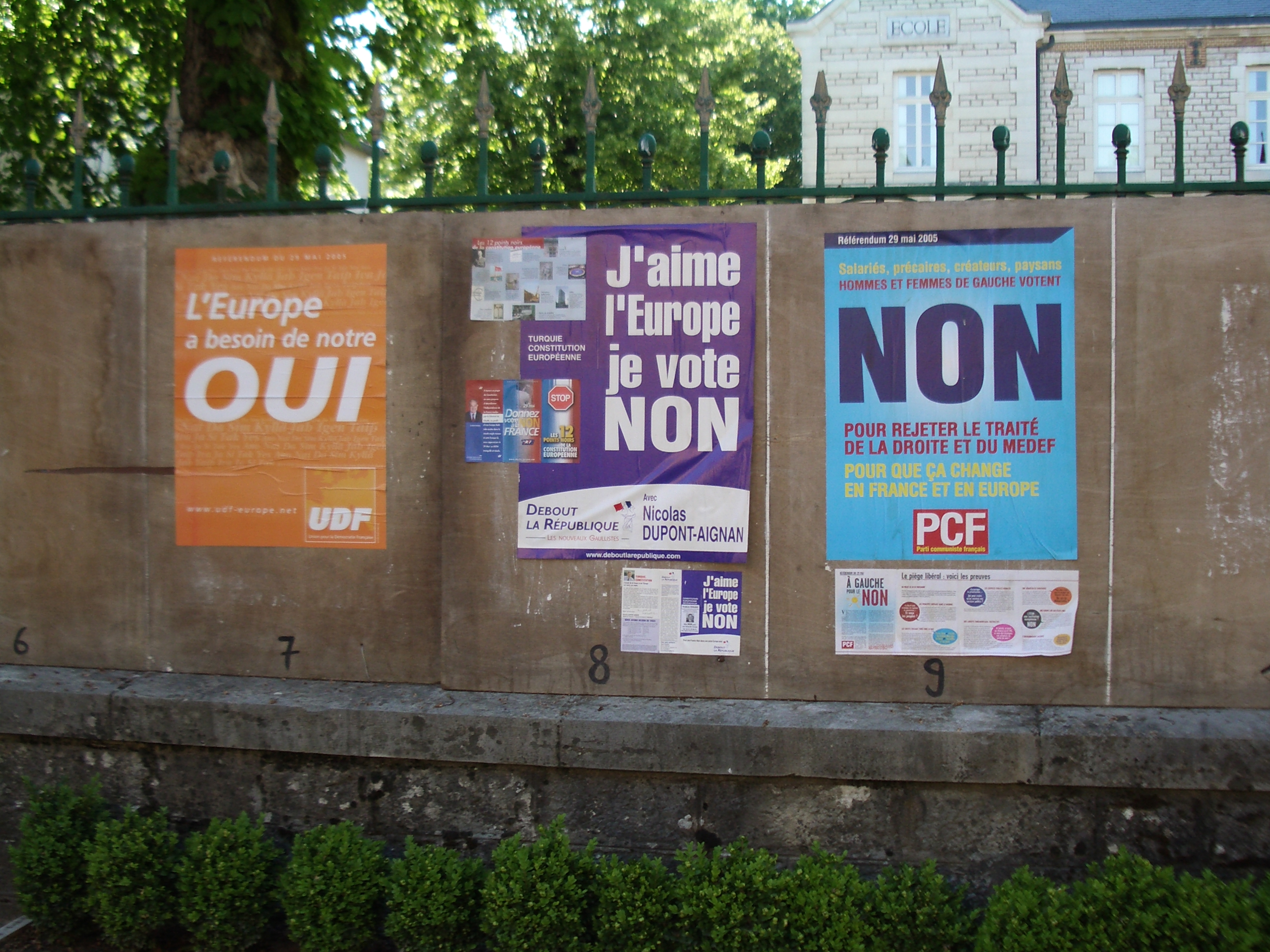
Franska affischer i Bourgogne från folkomröstningen 2005.

Förkastandet av konstitutionen i folkomröstningar i Frankrike och Nederländerna gjorde att den inte kunde antas, vilket utlöste en förtroendekris inom unionen. Ytterligare en folkomröstning i Luxemburg genomfördes, men även där var befolkningen förhållandevis negativa till fördraget. Övriga medlemsstater ställde in sina planerade folkomröstningar. I Frankrike ansågs förkastandet av fördraget vara en förödmjukelse gentemot president Jacques Chirac. Det socialistiska partiet, som efter en intern omröstning hade ställt sig positivt till fördraget, förlorade också en del av sina väljare.
I juni 2007, när utarbetandet av Lissabonfördraget påbörjades, hade Belgien, Bulgarien, Cypern, Estland, Grekland, Italien, Lettland, Litauen, Luxemburg, Malta, Rumänien, Slovenien, Spanien, Ungern och Österrike formellt ratificerat konstitutionen, antingen på parlamentarisk nivå eller genom folkomröstning. Finland, Slovakien och Tyskland hade avslutat de parlamentariska förfarandena för att ratificera. De övriga medlemsstaterna hade skjutit upp sina ratificeringsförfaranden på obestämd tid efter det franska/nederländska förkastandet. Totalt hade 18 stater ratificerat eller nästan ratificerat texten, sju skjutit upp ratificeringsprocessen och två förkastat texten.

### Signaturer
|           |           |         |                |         |               |           |          |           |
| Belgien   | Bulgarien | Cypern  | Danmark        | Estland | Finland       | Frankrike | Grekland | Irland    |
|           |           |         |                |         |               |           |          |           |
| Italien   | Lettland  | Litauen | Luxemburg      | Malta   | Nederländerna | Polen     | Portugal | Rumänien  |
|           |           |         |                |         |               |           |          |           |
| Slovakien | Slovenien | Spanien | Storbritannien | Sverige | Tjeckien      | Tyskland  | Ungern   | Österrike |

## Syfte och innehåll
Europeiska konstitutionens syfte var tvådelat, å ena sidan att fördjupa den europeiska integrationen och effektivisera och centralisera beslutsfattningen, å andra sidan att förenkla den rättsliga grund, fördragen, som unionen vilade på.
Konstitutionen innehöll till stor del samma bestämmelser som Lissabonfördraget, men i vissa fall formulerade på olika sätt. De ”statsliknande symboliska elementen” togs inte med i Lissabonfördraget eftersom de ansågs just för statsliknande, men övriga ändringar genomfördes i stort sett oförändrade.

### Statsliknande element
Genom konstitutionen skulle en rad terminologiska förändringar ske, främst med syfte att göra unionens struktur mer förståelig. Dessa förändringar inkluderade ändrandet av namnen på unionens rättsakter. Till exempel skulle ”förordning” byta namn till ”europeisk lag” och ”direktiv” byta namn till ”europeisk ramlag”. Samtidigt skulle officiella symboler fastställas för unionen, däribland en flagga, en hymn, ett motto och en valuta. Dessutom skulle unionen få en ”utrikesminister”.

### Befogenhetskatalog
Europeiska konstitutionen skulle ha inneburit att unionens befogenheter specificerades och delades in i tre olika kategorier. Den mest långtgående befogenheten, ”exklusiv befogenhet”, skulle innebära att endast unionen fick lagstifta och anta bindande rättsakter, medan medlemsstaternas befogenheter skulle begränsas till att endast tillämpa unionens beslut. Genom konstitutionen skulle unionen erhålla exklusiv befogenhet inom fem områden.
Inom den andra befogenheten, ”delad befogenhet”, skulle medlemsstaterna tillåtas lagstifta så länge inte unionen redan hade gjort det på området. Den tredje befogenheten, ”stödjande befogenhet”, skulle innebära att unionen hade möjlighet att stödja, samordna eller komplettera medlemsstaternas politik men inte kunde anta egna lagstiftningsakter.
Genom konstitutionen skulle också grundläggande principer såsom proportionalitetsprincipen och subsidiaritetsprincipen tydliggöras. Samtliga av dessa förändringar infogades senare med Lissabonfördraget.

### Institutionerna

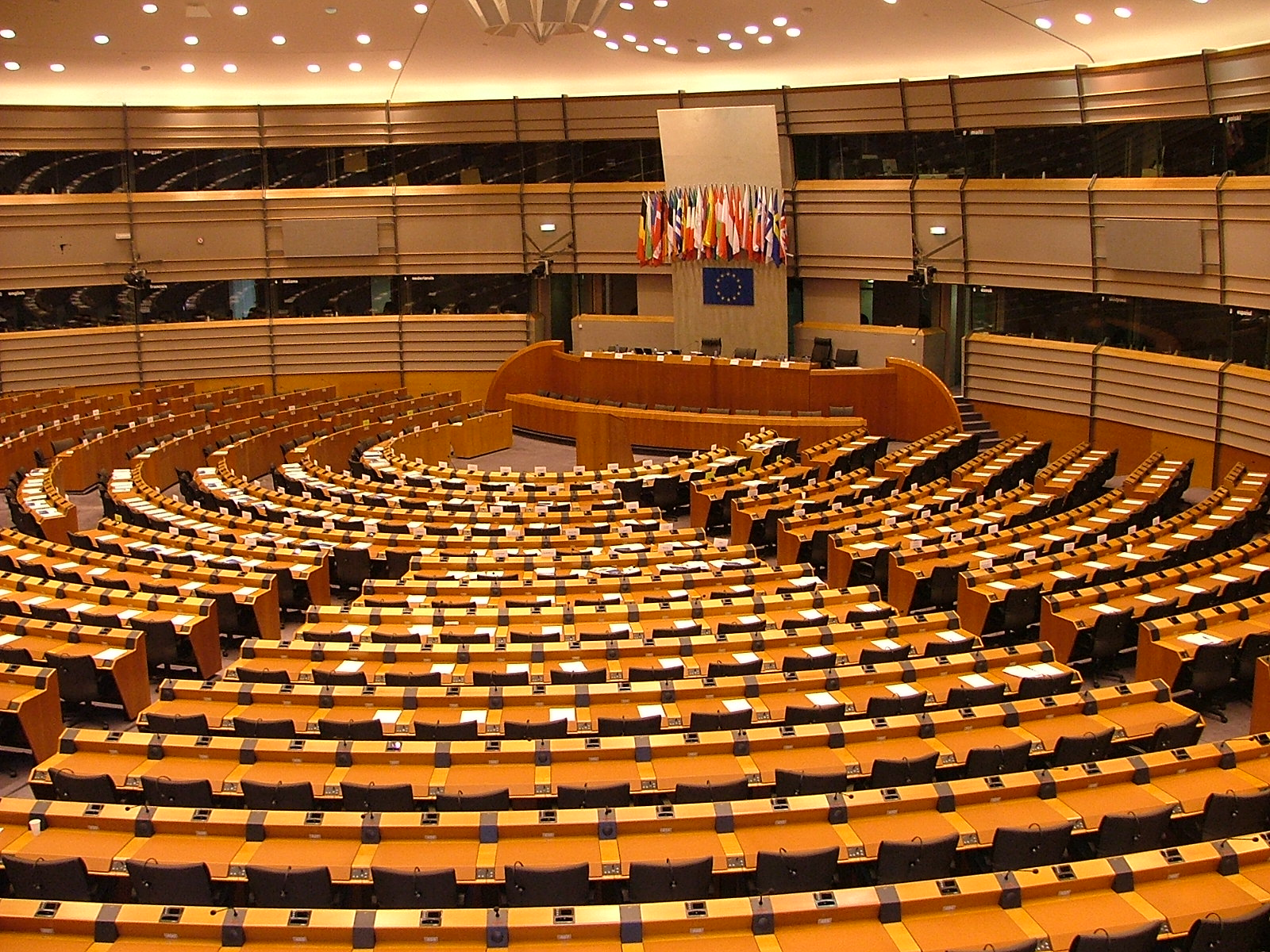
Europaparlamentets makt skulle ha ökat i förhållande till rådet.

I likhet med tidigare fördrag och Lissabonfördraget omfattade konstitutionen en del större förändringar av unionens institutioner. Europeiska rådet och Europeiska centralbanken skulle ha blivit officiella institutioner, och därmed ökat antalet från fem till sju. Samtidigt skulle Europeiska unionens domstol, Europeiska kommissionen och Ministerrådet ha blivit officiella namn för domstolen, kommissionen respektive rådet.
Ett ordinarie lagstiftningsförfarande skulle ha införts för nästan all lagstiftning, och skulle ha inneburit att Europaparlamentet erhöll samma lagstiftningsstatus som rådet, i synnerhet rörande budgeten. Europeiska rådet skulle ha fått en permanent ordförande, som ersatte det halvårsvisa roterande ordförandeskapet mellan medlemsstaternas stats- och regeringschefer. Nya bestämmelser skulle också ha införts kring öppenheten i rådet, vilka skulle ha inneburit att sammanträdena var tvungna att vara öppna för allmänheten när lagstiftning diskuterades eller antogs. Kommissionens antal ledamöter skulle ha reducerats.

### Juridisk person

Den avskaffade pelarstrukturen.

Genom konstitutionen skulle pelarstrukturen, bestående av de tre pelarna Europeiska gemenskaperna, Gemensam utrikes- och säkerhetspolitik och Polisiärt och straffrättsligt samarbete, ha avskaffats. Varje pelare utgjorde var sin juridisk person, med kapacitet att ingå avtal. Däremot var unionen som helhet inte en juridisk person.
Detta system skulle ha ersatts med en enhetlig struktur, där Europeiska unionen skulle ha erhållit statusen som en egen juridisk person, med möjlighet att ingå internationella avtal och representeras i andra internationella organisationer, till exempel Förenta nationerna.
I och med att Europeiska unionen skulle ha ersatt Europeiska gemenskapen skulle också en rad andra juridiska benämningar ha bytt namn. Avskaffandet av pelarstrukturen var också förenligt med införlivandet av polisiära och straffrättsliga frågor i unionens övriga politikområden.
Däremot skulle den gemensamma utrikes- och säkerhetspolitiken ha behållit sin särstatus. Ovanstående genomfördes sedan med Lissabonfördraget.

### Medborgarrättigheter

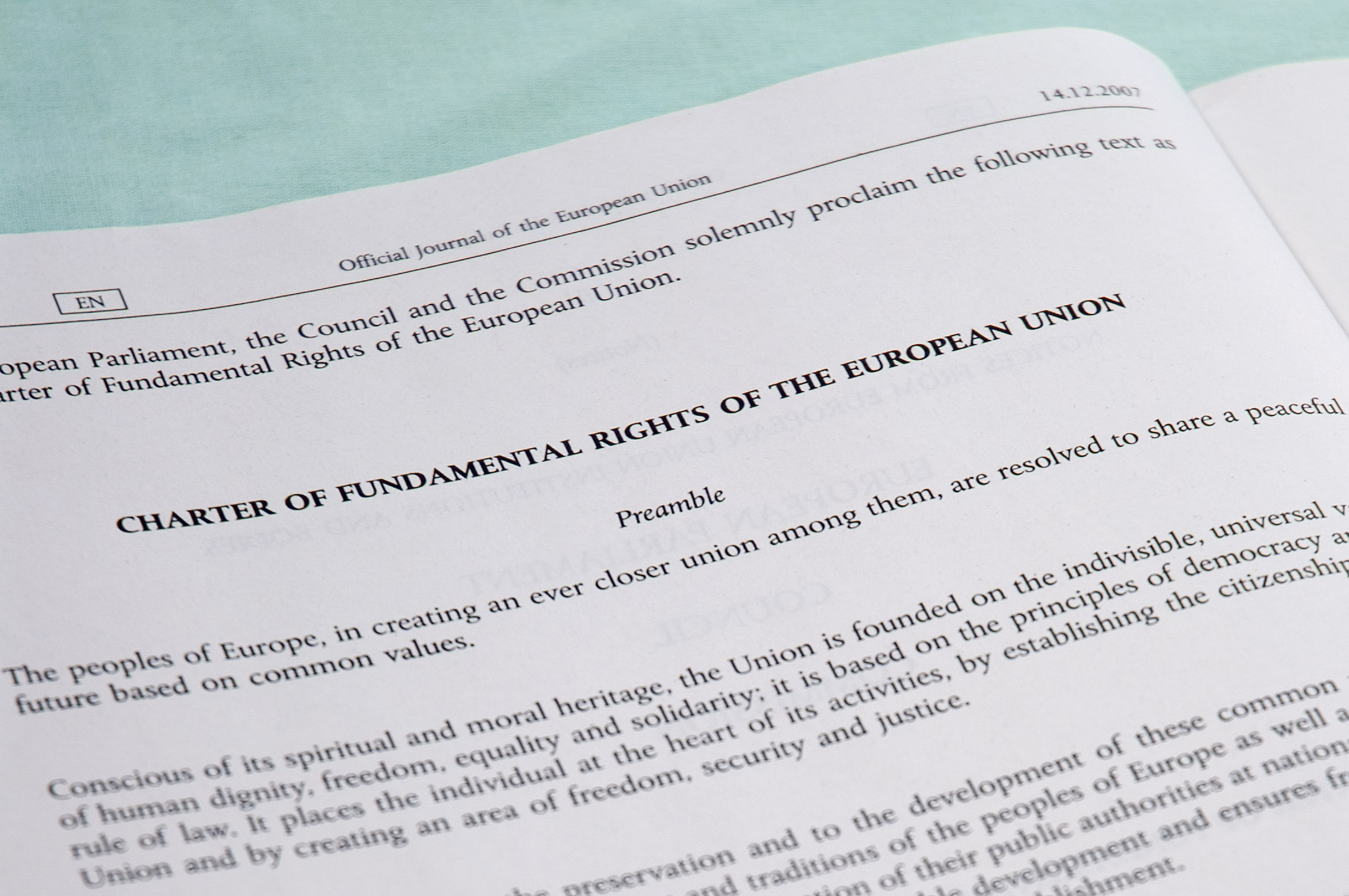
Rättighetsstadgan skulle ha blivit bindande för medlemsstaterna.

Rättighetsstadgan, som proklamerades redan år 2000, skulle genom konstitutionen ha blivit en integrerad del av fördraget. Den skulle samtidigt bli juridiskt bindande för såväl medlemsstaterna som unionens institutioner.
Genom införlivandet av rättighetsstadgan i konstitutionen skulle grundläggande rättigheter, såsom rätten till frihet, utbildning och skydd ha slagits fast.
Unionen skulle även ha anslutits till Europakonventionen. Visserligen var redan samtliga medlemsstater anslutna till konventionen, och hade implementerat den. Genom att unionen skulle anslutas till konventionen skulle den bli juridiskt bindande även för dess institutioner och de rättigheter och skyldigheter som följer av konventionen skulle gälla även unionen.
Ett europeiskt medborgarinitiativ skulle också ha införts, som hade möjliggjort för unionsmedborgare att kräva lagförslag från kommissionen.

### Utrikes- och säkerhetspolitik

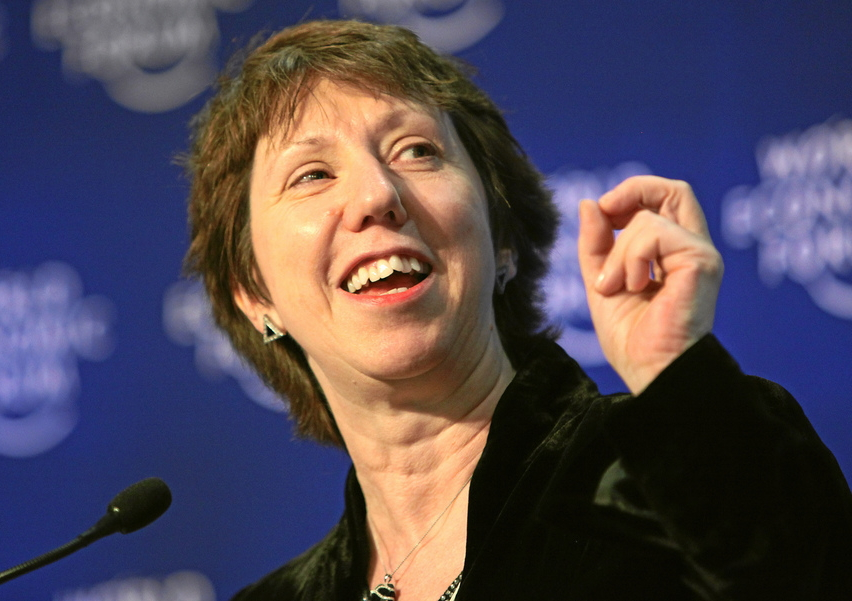
2009 blev Catherine Ashton motsvarande utrikesministern.

Europeiska konstitutionen skulle ha fördjupat och konsoliderat unionens gemensamma utrikes- och säkerhetspolitik. Den mest långtgående förändringen inom det utrikes- och säkerhetspolitiska området skulle ha varit inrättandet av en utrikesminister.
Utrikesministern skulle ha ersatt flera befattningar, däribland kommissionären med ansvar för yttre förbindelser och höga representanten för den gemensamma utrikes- och säkerhetspolitiken. Dessutom skulle utrikesministern ha blivit vice ordförande i kommissionen.
Utrikesministern skulle ha varit underkastad parlamentarisk granskning av Europaparlamentet.
Genom Lissabonfördraget inrättades en liknande befattning, men titeln hade ändrats eftersom ”utrikesminister” ansågs för statsliknande. Catherine Ashton utsågs 2009 till den första personen att besitta den nya befattningen.

### Området med frihet, säkerhet och rättvisa

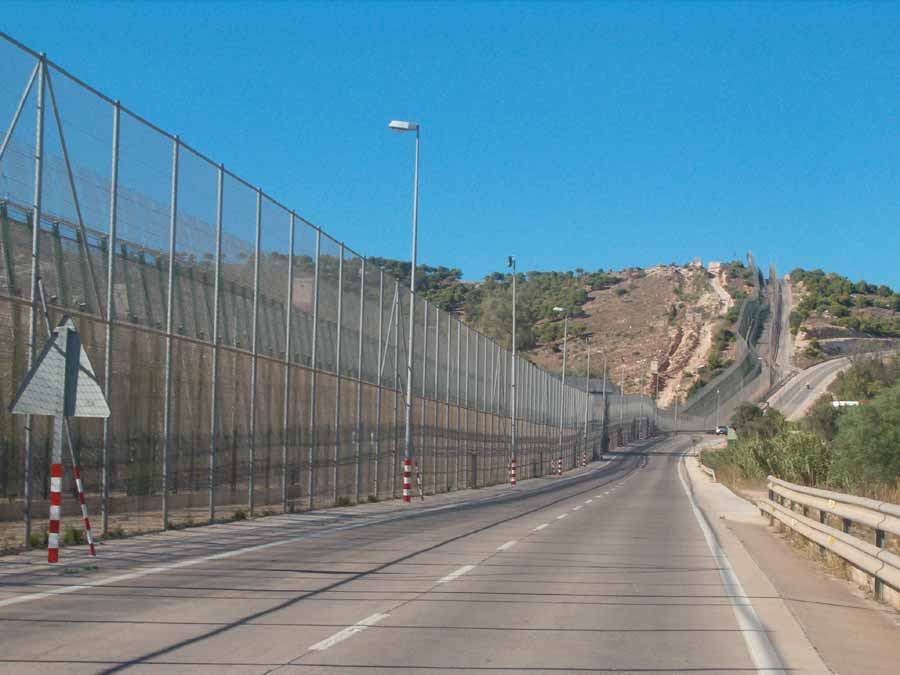
Gränsstängslen i Melilla, med syfte att förhindra illegal invandring.

En av de större förändringar som skulle ha skett genom konstitutionen rörde området med frihet, säkerhet och rättvisa, ett helt nytt politikområde. Det skulle omfatta dels asyl- och flyktingfrågor från den första pelaren, dels polisiära och straffrättsliga frågor från den tredje pelaren.
På så sätt skulle de frågor som innan Amsterdamfördraget kategoriserades under rättsliga och inrikes frågor återförenas inom ett och samma politikområde, men med ett nytt namn. Med konstitutionen skulle överstatlighet ha introducerats även i polisiära och straffrättsliga frågor, dock skulle något mer restriktiva regler även i fortsättningen ha gällt kring dessa frågor.
Enligt konstitutionen skulle rådet också ha kunnat inrätta en europeisk åklagarmyndighet, som skulle ha ersatt Eurojust. Åklagarmyndigheten skulle ha fått befogenhet att utreda och lagföra brott som skadar unionens finansiella intressen.
Danmark, Irland och Storbritannien skulle ha behållit sina respektive särställningar inom området med frihet, säkerhet och rättvisa.

## Ratificering

Slutgiltig deposition avklarad
Ratificeringsförfarandet avklarat
Ratificeringsförfarandet ej klart
Ratificeringsförfarandet stoppat

Först ut av de medlemsstater som ratificerade konstitutionen var Litauen. Litauen, liksom de flesta andra medlemsstater som ratificerade förslaget, gjorde det utan att hålla en folkomröstning. Spanien blev därför den 20 februari 2005 den första medlemsstaten att hålla en folkomröstning. 76,7 procent av spanjorerna röstade för konstitutionen, men valdeltagandet var lågt: endast 42,3 % av de röstberättigade deltog.

### Frankrike och Nederländerna
Ratificeringsprocessen fortsatte i de andra medlemsstaterna till dess att Frankrike skulle hålla sin folkomröstning den 29 maj 2005. Trots att politiker som president Jacques Chirac försökte förmå fransmännen att rösta för konstitutionen, blev resultatet en majoritet emot. Det negativa utfallet förstärktes ytterligare tre dagar senare, då även Nederländerna förkastade fördraget i en folkomröstning.
Trots att konstitutionen inte kunde träda i kraft efter Frankrikes och Nederländernas förkastande, hölls en fjärde folkomröstning i Luxemburg. Där röstade en majoritet för fördraget. Ratificeringen i övriga medlemsstater avstannade, i väntan på vad som skulle hända med fördraget. De flesta av de medlemsstater som ännu inte hade godkänt fördraget avbröt sina ratificeringsprocesser.
Ratificeringsprocessen började om genom Lissabonfördraget, men då valde alla medlemsstater, utom Irland, att undvika folkomröstningar. I Irlands första folkomröstning avslogs fördraget, medan det godkändes i en andra folkomröstning efter att Europeiska rådet hade gett vissa garantier till landet.

### Ratificeringsförfarandet i detalj
| Europeiska unionen |  | 2004-10-29        |                   | 2005-01-12        |                   | ej nödvändigt |  | ej nödvändigt |  |     |     |    |  |
| ------------------ |  | ----------------- | ----------------- | ----------------- | ----------------- | ------------- |  | ------------- |  | --- | --- | -- |  |
|                    |  | Europeiska rådet  | Europeiska rådet  | Europeiska rådet  | Europeiska rådet  | Godkänt       |  | 2004-10-29    |  | 25  | 0   | 0  |  |
|                    |  | Europaparlamentet | Europaparlamentet | Europaparlamentet | Europaparlamentet | Godkänt       |  | 2005-01-12    |  | 500 | 137 | 40 |  |

| Belgien |  | 2004-10-29                         |                                    | 2005-05-19                         |                                    | 2005-07-07 |  | 2006-06-13 |  |     |    |   |  |
| ------- |  | ---------------------------------- | ---------------------------------- | ---------------------------------- | ---------------------------------- | ---------- |  | ---------- |  | --- | -- | - |  |
|         |  | Deputeradekammaren                 | Deputeradekammaren                 | Deputeradekammaren                 | Deputeradekammaren                 | Godkänt    |  | 2005-05-19 |  | 118 | 18 | 1 |  |
|         |  | Senaten                            | Senaten                            | Senaten                            | Senaten                            | Godkänt    |  | 2005-04-28 |  | 54  | 9  | 1 |  |
|         |  | Bryssels regionparlament           | Bryssels regionparlament           | Bryssels regionparlament           | Bryssels regionparlament           | Godkänt    |  | 2005-06-17 |  | 71  | 0  | 9 |  |
|         |  | Bryssels förenta församling        | Bryssels förenta församling        | Bryssels förenta församling        | Bryssels förenta församling        | Godkänt    |  | 2005-06-17 |  | 70  | 10 | 0 |  |
|         |  | Flamländska regionparlamentet      | Flamländska regionparlamentet      | Flamländska regionparlamentet      | Flamländska regionparlamentet      | Godkänt    |  | 2006-02-08 |  | 81  | 27 | 1 |  |
|         |  | Flamländska gemenskapsparlamentet  | Flamländska gemenskapsparlamentet  | Flamländska gemenskapsparlamentet  | Flamländska gemenskapsparlamentet  | Godkänt    |  | 2006-02-08 |  | 84  | 29 | 1 |  |
|         |  | Franska gemenskapsparlamentet      | Franska gemenskapsparlamentet      | Franska gemenskapsparlamentet      | Franska gemenskapsparlamentet      | Godkänt    |  | 2005-07-19 |  | 79  | 0  | 0 |  |
|         |  | Franska gemenskapskommissionen     | Franska gemenskapskommissionen     | Franska gemenskapskommissionen     | Franska gemenskapskommissionen     | Godkänt    |  | 2005-07-08 |  | 57  | 4  | 0 |  |
|         |  | Tyskspråkiga gemenskapsparlamentet | Tyskspråkiga gemenskapsparlamentet | Tyskspråkiga gemenskapsparlamentet | Tyskspråkiga gemenskapsparlamentet | Godkänt    |  | 2005-06-20 |  | 21  | 2  | 0 |  |
|         |  | Vallonska regionparlamentet        | Vallonska regionparlamentet        | Vallonska regionparlamentet        | Vallonska regionparlamentet        | Godkänt    |  | 2005-06-29 |  | 58  | 3  | 0 |  |
|         |  | Vallonska gemenskapsparlamentet    | Vallonska gemenskapsparlamentet    | Vallonska gemenskapsparlamentet    | Vallonska gemenskapsparlamentet    | Godkänt    |  | 2005-06-29 |  | 55  | 2  | 0 |  |

| Bulgarien |  | 2004-10-29  |             | 2005-05-11  |             | 2005-05-12 |  | ej nödvändigt |  |     |   |   |  |
| --------- |  | ----------- | ----------- | ----------- | ----------- | ---------- |  | ------------- |  | --- | - | - |  |
|           |  | Parlamentet | Parlamentet | Parlamentet | Parlamentet | Godkänt    |  | 2005-05-11    |  | 231 | 1 | 0 |  |

| Cypern |  | 2004-10-29  |             | 2005-06-30  |             | 2005-07-04 |  | 2005-10-06 |  |    |    |   |  |
| ------ |  | ----------- | ----------- | ----------- | ----------- | ---------- |  | ---------- |  | -- | -- | - |  |
|        |  | Parlamentet | Parlamentet | Parlamentet | Parlamentet | Godkänt    |  | 2005-06-30 |  | 30 | 19 | 1 |  |

| Danmark |  | 2004-10-29     |                |                |                |          |  |  |  |   |   |   |  |
| ------- |  | -------------- | -------------- | -------------- | -------------- | -------- |  |  |  | - | - | - |  |
|         |  | Folkomröstning | Folkomröstning | Folkomröstning | Folkomröstning | Avbrutet |  |  |  | - | - | - |  |
|         |  | Folketinget    | Folketinget    | Folketinget    | Folketinget    | Avbrutet |  |  |  | - | - | - |  |

| Estland |  | 2004-10-29  |             | 2006-05-09  |             | 2006-05-22 |  | 2006-09-26 |  |    |   |   |  |
| ------- |  | ----------- | ----------- | ----------- | ----------- | ---------- |  | ---------- |  | -- | - | - |  |
|         |  | Parlamentet | Parlamentet | Parlamentet | Parlamentet | Godkänt    |  | 2006-05-09 |  | 73 | 1 | 0 |  |

| Finland |  | 2004-10-29 |           | 2006-12-05 |           | 2006-12-08 |  |            |  |     |    |   |  |
| ------- |  | ---------- | --------- | ---------- | --------- | ---------- |  | ---------- |  | --- | -- | - |  |
|         |  | Riksdagen  | Riksdagen | Riksdagen  | Riksdagen | Godkänt    |  | 2006-12-05 |  | 125 | 39 | 4 |  |
| Åland   |  | Lagtinget  | Lagtinget | Lagtinget  | Lagtinget | Avbrutet   |  |            |  | -   | -  | - |  |

| Frankrike |  | 2004-10-29     |                |                |                |          |  |            |  |      |      |      |  |
| --------- |  | -------------- | -------------- | -------------- | -------------- | -------- |  | ---------- |  | ---- | ---- | ---- |  |
|           |  | Folkomröstning | Folkomröstning | Folkomröstning | Folkomröstning | Avslaget |  | 2005-05-29 |  | 45 % | 55 % | 69 % |  |

| Grekland |  | 2004-10-29  |             | 2005-04-19  |             | 2005-05-18 |  | 2005-07-28 |  |     |    |    |  |
| -------- |  | ----------- | ----------- | ----------- | ----------- | ---------- |  | ---------- |  | --- | -- | -- |  |
|          |  | Parlamentet | Parlamentet | Parlamentet | Parlamentet | Godkänt    |  | 2005-04-19 |  | 268 | 17 | 15 |  |

| Irland |  | 2004-10-29        |                   |                   |                   |          |  |  |  |   |   |   |  |
| ------ |  | ----------------- | ----------------- | ----------------- | ----------------- | -------- |  |  |  | - | - | - |  |
|        |  | Folkomröstning    | Folkomröstning    | Folkomröstning    | Folkomröstning    | Avbrutet |  |  |  | - | - | - |  |
|        |  | Representanthuset | Representanthuset | Representanthuset | Representanthuset | Avbrutet |  |  |  | - | - | - |  |
|        |  | Senaten           | Senaten           | Senaten           | Senaten           | Avbrutet |  |  |  | - | - | - |  |

| Italien |  | 2004-10-29         |                    | 2005-04-06         |                    | 2005-04-07 |  | 2005-05-25 |  |     |    |   |  |
| ------- |  | ------------------ | ------------------ | ------------------ | ------------------ | ---------- |  | ---------- |  | --- | -- | - |  |
|         |  | Deputeradekammaren | Deputeradekammaren | Deputeradekammaren | Deputeradekammaren | Godkänt    |  | 2005-01-25 |  | 436 | 28 | 5 |  |
|         |  | Senaten            | Senaten            | Senaten            | Senaten            | Godkänt    |  | 2005-04-06 |  | 217 | 16 | 0 |  |

| Lettland |  | 2004-10-29  |             | 2005-06-02  |             | 2005-06-21 |  | 2006-01-03 |  |    |   |   |  |
| -------- |  | ----------- | ----------- | ----------- | ----------- | ---------- |  | ---------- |  | -- | - | - |  |
|          |  | Parlamentet | Parlamentet | Parlamentet | Parlamentet | Godkänt    |  | 2005-06-02 |  | 71 | 5 | 6 |  |

| Litauen |  | 2004-10-29  |             | 2004-11-11  |             | 2004-11-11 |  | 2004-12-17 |  |    |   |   |  |
| ------- |  | ----------- | ----------- | ----------- | ----------- | ---------- |  | ---------- |  | -- | - | - |  |
|         |  | Parlamentet | Parlamentet | Parlamentet | Parlamentet | Godkänt    |  | 2004-11-11 |  | 84 | 4 | 3 |  |

| Luxemburg |  | 2004-10-29     |                | 2005-10-25     |                | 2005-11-25 |  | 2006-01-30 |  |      |      |      |  |
| --------- |  | -------------- | -------------- | -------------- | -------------- | ---------- |  | ---------- |  | ---- | ---- | ---- |  |
|           |  | Folkomröstning | Folkomröstning | Folkomröstning | Folkomröstning | Godkänt    |  | 2005-07-10 |  | 57 % | 43 % | 90 % |  |
|           |  | Parlamentet    | Parlamentet    | Parlamentet    | Parlamentet    | Godkänt    |  | 2005-10-25 |  | 57   | 1    | 0    |  |

| Malta |  | 2004-10-29  |             | 2005-07-06  |             | 2005-07-06 |  | 2005-08-02 |  |    |   |   |  |
| ----- |  | ----------- | ----------- | ----------- | ----------- | ---------- |  | ---------- |  | -- | - | - |  |
|       |  | Parlamentet | Parlamentet | Parlamentet | Parlamentet | Godkänt    |  | 2005-07-06 |  | 65 | 0 | 0 |  |

| Nederländerna |  | 2004-10-29        |                   |                   |                   |          |  |            |  |      |      |      |  |
| ------------- |  | ----------------- | ----------------- | ----------------- | ----------------- | -------- |  | ---------- |  | ---- | ---- | ---- |  |
|               |  | Folkomröstning    | Folkomröstning    | Folkomröstning    | Folkomröstning    | Avslaget |  | 2005-06-01 |  | 38 % | 62 % | 62 % |  |
|               |  | Representanthuset | Representanthuset | Representanthuset | Representanthuset | Avbrutet |  |            |  | -    | -    | -    |  |
|               |  | Senaten           | Senaten           | Senaten           | Senaten           | Avbrutet |  |            |  | -    | -    | -    |  |

| Polen |  | 2004-10-29     |                |                |                |          |  |  |  |   |   |   |  |
| ----- |  | -------------- | -------------- | -------------- | -------------- | -------- |  |  |  | - | - | - |  |
|       |  | Folkomröstning | Folkomröstning | Folkomröstning | Folkomröstning | Avbrutet |  |  |  | - | - | - |  |

| Portugal |  | 2004-10-29     |                |                |                |          |  |  |  |   |   |   |  |
| -------- |  | -------------- | -------------- | -------------- | -------------- | -------- |  |  |  | - | - | - |  |
|          |  | Folkomröstning | Folkomröstning | Folkomröstning | Folkomröstning | Avbrutet |  |  |  | - | - | - |  |
|          |  | Parlamentet    | Parlamentet    | Parlamentet    | Parlamentet    | Avbrutet |  |  |  | - | - | - |  |

| Rumänien |  | 2004-10-29  |             | 2005-05-17  |             | 2005-05-24 |  | ej nödvändigt |  |     |   |   |  |
| -------- |  | ----------- | ----------- | ----------- | ----------- | ---------- |  | ------------- |  | --- | - | - |  |
|          |  | Parlamentet | Parlamentet | Parlamentet | Parlamentet | Godkänt    |  | 2005-05-17    |  | 434 | 0 | 0 |  |

| Slovakien |  | 2004-10-29  |             | 2005-05-11  |             |         |  |            |  |     |    |   |  |
| --------- |  | ----------- | ----------- | ----------- | ----------- | ------- |  | ---------- |  | --- | -- | - |  |
|           |  | Parlamentet | Parlamentet | Parlamentet | Parlamentet | Godkänt |  | 2005-05-11 |  | 116 | 27 | 4 |  |

| Slovenien |  | 2004-10-29  |             | 2005-02-01  |             | 2005-02-09 |  | 2005-05-09 |  |    |   |   |  |
| --------- |  | ----------- | ----------- | ----------- | ----------- | ---------- |  | ---------- |  | -- | - | - |  |
|           |  | Parlamentet | Parlamentet | Parlamentet | Parlamentet | Godkänt    |  | 2005-02-01 |  | 79 | 4 | 0 |  |

| Spanien |  | 2004-10-29         |                    | 2005-05-18         |                    | 2005-05-20 |  | 2005-06-15 |  |      |      |      |  |
| ------- |  | ------------------ | ------------------ | ------------------ | ------------------ | ---------- |  | ---------- |  | ---- | ---- | ---- |  |
|         |  | Folkomröstning     | Folkomröstning     | Folkomröstning     | Folkomröstning     | Godkänt    |  | 2005-02-20 |  | 77 % | 17 % | 42 % |  |
|         |  | Deputeradekammaren | Deputeradekammaren | Deputeradekammaren | Deputeradekammaren | Godkänt    |  | 2005-04-28 |  | 311  | 19   | 0    |  |
|         |  | Senaten            | Senaten            | Senaten            | Senaten            | Godkänt    |  | 2005-05-18 |  | 225  | 6    | 1    |  |

| Storbritannien |  | 2004-10-29     |                |                |                |          |  |  |  |   |   |   |  |
| -------------- |  | -------------- | -------------- | -------------- | -------------- | -------- |  |  |  | - | - | - |  |
|                |  | Folkomröstning | Folkomröstning | Folkomröstning | Folkomröstning | Avbrutet |  |  |  | - | - | - |  |
|                |  | Underhuset     | Underhuset     | Underhuset     | Underhuset     | Avbrutet |  |  |  | - | - | - |  |
|                |  | Överhuset      | Överhuset      | Överhuset      | Överhuset      | Avbrutet |  |  |  | - | - | - |  |

| Sverige |  | 2004-10-29 |           |           |           |          |  |  |  |   |   |   |  |
| ------- |  | ---------- | --------- | --------- | --------- | -------- |  |  |  | - | - | - |  |
|         |  | Riksdagen  | Riksdagen | Riksdagen | Riksdagen | Avbrutet |  |  |  | - | - | - |  |

| Tjeckien |  | 2004-10-29     |                |                |                |          |  |  |  |   |   |   |  |
| -------- |  | -------------- | -------------- | -------------- | -------------- | -------- |  |  |  | - | - | - |  |
|          |  | Folkomröstning | Folkomröstning | Folkomröstning | Folkomröstning | Avbrutet |  |  |  | - | - | - |  |

| Tyskland |  | 2004-10-29    |               | 2005-05-27    |               |         |  |            |  |     |    |   |  |
| -------- |  | ------------- | ------------- | ------------- | ------------- | ------- |  | ---------- |  | --- | -- | - |  |
|          |  | Förbundsdagen | Förbundsdagen | Förbundsdagen | Förbundsdagen | Godkänt |  | 2005-05-12 |  | 569 | 23 | 2 |  |
|          |  | Förbundsrådet | Förbundsrådet | Förbundsrådet | Förbundsrådet | Godkänt |  | 2005-05-27 |  | 66  | 0  | 3 |  |

| Ungern |  | 2004-10-29  |             | 2004-12-20  |             | 2004-12-21 |  | 2004-12-30 |  |     |    |   |  |
| ------ |  | ----------- | ----------- | ----------- | ----------- | ---------- |  | ---------- |  | --- | -- | - |  |
|        |  | Parlamentet | Parlamentet | Parlamentet | Parlamentet | Godkänt    |  | 2004-12-20 |  | 323 | 12 | 8 |  |

| Österrike |  | 2004-10-29    |               | 2005-05-25    |               | 2005-06-13 |  | 2005-06-17 |  |     |   |   |  |
| --------- |  | ------------- | ------------- | ------------- | ------------- | ---------- |  | ---------- |  | --- | - | - |  |
|           |  | Nationalrådet | Nationalrådet | Nationalrådet | Nationalrådet | Godkänt    |  | 2005-05-11 |  | 182 | 1 | 0 |  |
|           |  | Förbundsrådet | Förbundsrådet | Förbundsrådet | Förbundsrådet | Godkänt    |  | 2005-05-25 |  | 59  | 3 | 0 |  |